# Hercostomus heinrichi
Hercostomus heinrichi är en tvåvingeart som beskrevs av Grichanov 2004. Hercostomus heinrichi ingår i släktet Hercostomus och familjen styltflugor.
Artens utbredningsområde är Tanzania. Inga underarter finns listade i Catalogue of Life.